# دوري إستونيا الممتاز 1996–97
دوري إستونيا الممتاز 1996–97 (بالإستونية: Meistriliiga 1996/97)‏ هو الموسم 6 من  دوري إستونيا الممتاز. أشرف على تنظيمه اتحاد إستونيا لكرة القدم، وكان عدد الأندية المشاركة فيه  8، وفاز فيه لانتانا تالين.